# Шо (Саона и Лоара)
Шо (фр. Chaux) насеље је и општина у источном делу централне Француске у региону Бургоња, у департману Саона и Лоара која припада префектури Луан.
По подацима из 2011. године у општини је живело 300 становника, а густина насељености је износила 27,27 становника/km². Општина се простире на површини од 11 km². Налази се на средњој надморској висини од 205 метара (максималној 214 m, а минималној 188 m).

## Демографија
| 1962. | 1968. | 1975. | 1982. | 1990. | 1999. | 2011. |
| ----- | ----- | ----- | ----- | ----- | ----- | ----- |
| 358   | 374   | 358   | 293   | 288   | 286   | 300   |

График промене броја становника у току последњих година